# Wouter Hamel
Wouter Hamel (* 19. Mai 1977 in Den Haag, Niederlande) ist ein niederländischer Jazzsänger.

## Biografie
Hamel ging zum Studium von Unterhaltungsmusik und Gesang an die Hogeschool voor de Kunsten in Utrecht, das er 2001 abschloss. Im Jahr 2005 gewann er den Nederlands Jazz Vocalisten Concours und ist seitdem in verschiedenen niederländischen TV-Programmen aufgetreten. 2007 unterschrieb er beim Label Dox Records und produzierte zusammen mit Benny Sings sein Debütalbum Hamel, das in den Niederlanden mehrere Preise gewann.
Ende 2007 wurde das Album in Japan veröffentlicht und Wouter Hamel tourte zusammen mit seiner Band durch Japan. Im Februar 2008 wurde das Album mit einer Goldenen Schallplatte ausgezeichnet, zeitgleich wurde das Album in Korea veröffentlicht. Ebenfalls 2008 absolvierte Wouter Hamel zwei Clubtouren und spielte als Support für Doe Maar im Rotterdamer De Kuip.
In 2009 wurde das zweite Album Nobody’s tune veröffentlicht und erhielt im Juni ebenfalls eine Goldene Schallplatte.

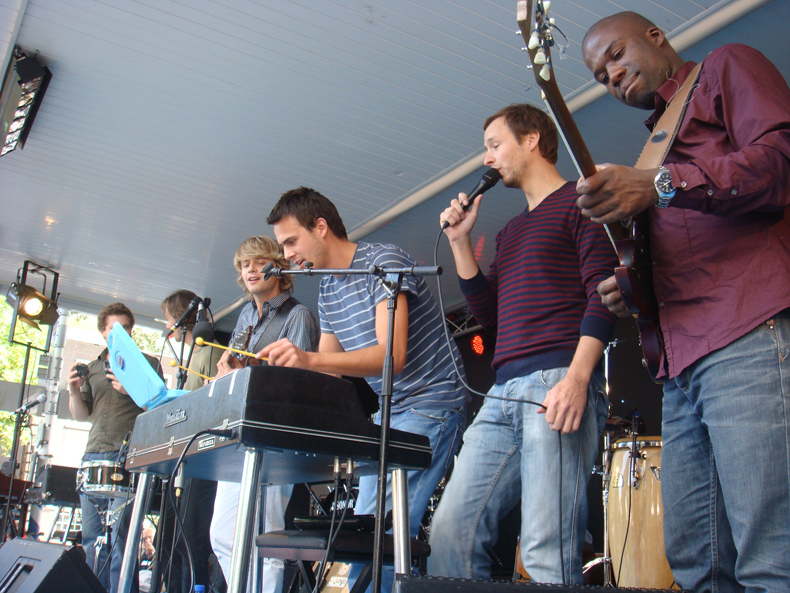
Wouter Hamel und Band

## Diskografie
- Hamel (2007)
- Nobody’s Tune (2009)
- Lohengrin (2011)
- Pompadour (2014)
- Amaury (2017)
- Boystown (2019)